# Dirk Freudenberg
Dirk Freudenberg (* 1964) ist ein deutscher Sozialwissenschaftler und Sicherheitsexperte.

## Leben und Wirken
Er studierte Politische Wissenschaft, Öffentliches Recht, Didaktik der Sozialkunde/Politische Bildung an der Julius-Maximilians-Universität Würzburg, welches er mit einer Masterarbeit bei Paul-Ludwig Weinacht abschloss. Im Jahre 2004 wurde er bei Armin A. Steinkamm in Staats- und Sozialwissenschaften an der entsprechenden Fakultät der Universität der Bundeswehr München in Neubiberg mit Dissertation Militärische Führungsphilosophien und Führungskonzeptionen ausgewählter NATO- und WEU-Staaten im Vergleich zum Dr. rer. pol. promoviert. Im Jahr 2022 folgte eine weitere Promotion zum Doktor der Rechte bei Kai von Lewinski an der Universität Passau
Ab 2000 war er Senior Consultant und Operationsmanager in einer Unternehmensberatung für Krisen- und Sicherheitsmanagement. Seit 2002 ist er Dozent in verschiedenen Fachbereichen an der Bundesakademie für Bevölkerungsschutz und Zivile Verteidigung (BABZ), ehemals AKNZ, welche die Abteilung IV des Bundesamtes für Bevölkerungsschutz und Katastrophenhilfe (BBK) ist, in Bad Neuenahr-Ahrweiler. Er leitete u. a. den Akademiestab des AKNZ und war kommissarischer Leiter des Fachbereichs „Sicherheitspolitik, Grundlagen, Koordination“. Nachdem er im Referat „Strategische Führung und Leitung, Notfallvorsorge und -planung; Pädagogische Grundlagen und Qualitätsmanagement“ für die Themen Sicherheitspolitische Rahmenbedingungen, NATO-Angelegenheiten und Notfallvorsorge zuständig war, ist er nunmehr im Referat IV.2 (Risiko- und Krisenmanagement -national) sowie als Dozent an Universitäten und Behörden im In- und Ausland tätig.
2010 nahm er am Seminar Sicherheitspolitik (SP 10) an der Bundesakademie für Sicherheitspolitik (BAKS) teil. Er ist überdies Lehrbeauftragter im Studiengang Katastrophenversorgungsmanagement an der Rheinischen Friedrich-Wilhelms-Universität Bonn, am Lehrstuhl für Internationale Politik an der Fachhochschule Köln und im Studiengang Sicherheitsmanagement an der Hochschule für Wirtschaft und Recht Berlin. Freudenberg ist Mitglied der Clausewitz-Gesellschaft.
Freudenberg ist Oberst der Reserve der Fallschirmjägertruppe der Bundeswehr und nahm an mehreren Auslandseinsätzen teil.

## Publikationen
- Militärische Führungsphilosophien und Führungskonzeptionen ausgewählter NATO- und WEU-Staaten im Vergleich (= Wehrdienst und Gesellschaft. Bd. 7). Nomos Verlag, Baden-Baden 2005, ISBN 978-3-8329-1163-8. (Erste Dissertation zum Dr. rer. pol.)
- Wehrhaftigkeit der Medienordnung. Rechtliche und rechtspolitische Probleme vor dem Hintergrund der Konzeption Zivile Verteidigung (KZV). Carola Hartmann Miles-Verlag, Berlin 2022, ISBN 978-3-96776-042-2 (Zweite Dissertation zum Doktor der Rechte)
- Theorie des Irregulären. Partisanen, Guerillas und Terroristen im modernen Kleinkrieg. VS Verlag für Sozialwissenschaften, Wiesbaden 2008, ISBN 978-3-531-15737-5.
- mit Christoph Unger, Thomas Mitschke (Hrsg.): Krisenmanagement – Notfallplanung – Bevölkerungsschutz. Festschrift anlässlich 60 Jahre Ausbildung im Bevölkerungsschutz, dargebracht von Partnern, Freunden und Mitarbeitern des Bundesamtes für Bevölkerungsschutz und Katastrophenhilfe. Duncker & Humblot, Berlin 2013, ISBN 978-3-428-14077-0.
- Auftragstaktik und Innere Führung. Feststellungen und Anmerkungen zur Frage nach Bedeutung und Verhältnis des inneren Gefüges und der Auftragstaktik unter den Bedingungen des Einsatzes der Deutschen Bundeswehr (= Standpunkte und Orientierungen. Bd. 2). Carola Hartmann Miles-Verlag, Berlin 2014, ISBN 978-3-937885-95-7.
- mit Thomas Jäger, Anna Daun (Hrsg.): Politisches Krisenmanagement. Wissen – Wahrnehmung – Kommunikation (= Sicherheit – interdisziplinäre Perspektiven). Springer Fachmedien Wiesbaden 2015, ISBN 978-3-658-09222-1.
- mit Marcel Kuhlmey (Hrsg.): Krisenmanagement – Bevölkerungsschutz. Lehrstoffsammlung. Duncker & Humblot, Berlin 2016, ISBN 978-3-428-14619-2.
- Counterinsurgency. Aufstandsbekämpfung als Phase zur Überwindung schwacher Staatlichkeit und zur Etablierung des Aufbaus einer stabilen Nachkriegsordnung. Carola Hartmann Miles-Verlag, Berlin 2016, ISBN 978-3-945861-24-0.